# NGC 1740
NGC 1740 ist eine Elliptische Galaxie vom Hubble-Typ E/S0 im Sternbild Orion am Nordsternhimmel. Sie ist schätzungsweise 180 Millionen Lichtjahre von der Milchstraße entfernt und hat einen Durchmesser von etwa 85.000 Lichtjahren.
Im selben Himmelsareal befindet sich u. a. die Galaxie NGC 1729, NGC 1741, NGC 1753, IC 399.
Das Objekt wurde am 11. Februar 1830 von dem Astronomen John Herschel entdeckt.